# Sargent (Familienname)
Sargent ist ein englischer Familienname.

## Namensträger
- Aaron Augustus Sargent (1827–1887), US-amerikanischer Politiker
- Alvin Sargent (1927–2019), US-amerikanischer Drehbuchautor
- Anneila I. Sargent (* 1942), britisch-amerikanische Astronomin
- Bernice Weldon Sargent (1906–1993), kanadischer Atomphysiker
- Caitlin Sargent-Jones (* 1992), australische Sprinterin
- Charles Sprague Sargent (1841–1927), US-amerikanischer Botaniker
- Dick Sargent (1930–1994), US-amerikanischer Schauspieler
- Edward G. Sargent (* 1877), US-amerikanischer Politiker
- Francis W. Sargent (1915–1998), US-amerikanischer Politiker
- Frederick Sargent (1920–1980), US-amerikanischer Biometeorologe
- Gary Sargent (* 1954), US-amerikanischer Eishockeyspieler
- George Sargent (Unternehmer) (1859–1921), australischer Unternehmer
- George Sargent (Golfspieler) (1882–1962), englischer Golfspieler
- Gray Sargent (* 1953), US-amerikanischer Jazzmusiker
- Ida Sargent (* 1988), US-amerikanische Skilangläuferin
- Inge Sargent (1932–2023), austroamerikanische Autorin
- John G. Sargent (1860–1939), US-amerikanischer Jurist, Politiker und Justizminister (Attorney General)
- John Singer Sargent (1856–1925), US-amerikanischer Maler und Porträtist
- Joseph Sargent (1925–2014), US-amerikanischer Filmregisseur, Filmproduzent und Schauspieler
- Josh Sargent (* 2000), US-amerikanischer Fußballspieler
- Judith Sargent Murray (1751–1820), US-amerikanische Autorin und Frauenrechtlerin
- Kenny Sargent (1906–1969), US-amerikanischer Jazzmusiker und Diskjockey
- Lia Sargent (* 1957), US-amerikanische Schauspielerin und Synchronsprecherin
- Malcolm Sargent (1895–1967), englischer Dirigent
- Murray Sargent (* 1941), US-amerikanischer Physiker
- Orme Sargent (1884–1962), britischer Diplomat und Regierungsbeamter
- Pamela Sargent (* 1948), US-amerikanische Schriftstellerin
- Percy Sargent (1873–1933), britischer Neurochirurg
- Seumas Sargent (* 1977), US-amerikanischer Schauspieler und Schlagzeuger
- Thomas Sargent (* 1943), US-amerikanischer Ökonom
- Trevor Sargent (* 1960), irischer Politiker
- Wallace Sargent (1935–2012), britisch-US-amerikanischer Astronom
- Winifred Sargent (1905–1979), britische Mathematikerin und Hochschullehrerin
- Winthrop Sargent (1753–1820), US-amerikanischer Politiker